# زیردریایی کی-۳ لنینسکی کامزامال
زیردریایی کی-۳ لنینسکی کامزامال (به انگلیسی: Soviet submarine K-3 Leninsky Komsomol) یک زیردریایی است که طول آن ۱۰۷٫۴ متر (۳۵۲ فوت ۴ اینچ) می‌باشد. این زیردریایی در سال ۱۹۵۷ ساخته شد.